# Filicaleyrodes williamsi
Filicaleyrodes williamsi is een halfvleugelig insect uit de familie witte vliegen (Aleyrodidae), onderfamilie Aleyrodinae.
De wetenschappelijke naam van deze soort is voor het eerst geldig gepubliceerd door Trehan in 1938.